# Hanbi

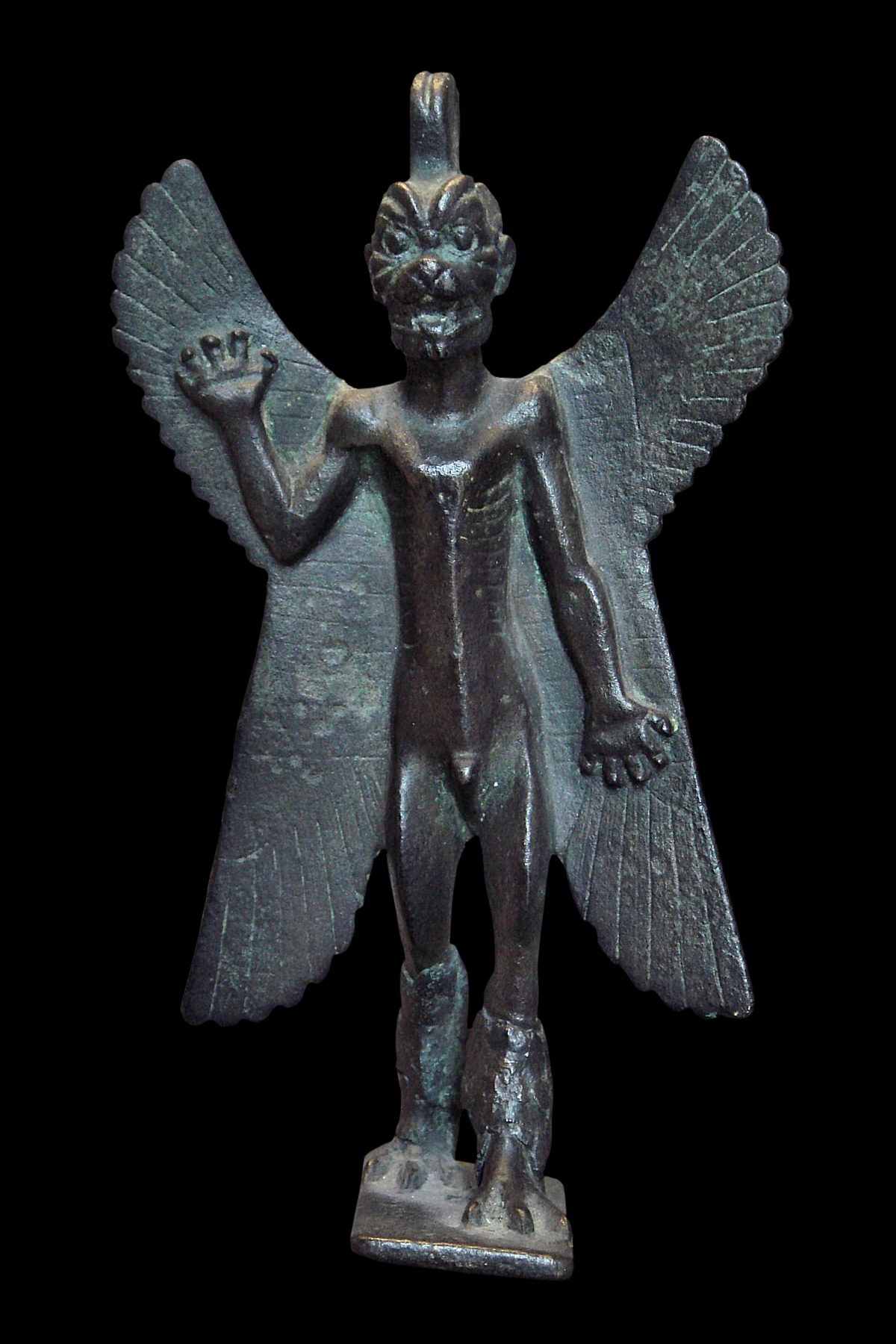
Figurilla de bronce de Pazuzu del Museo del Louvre donde en el dorso aparece la inscripción: "Yo soy Pazuzu, hijo de Hanpa...". I milenio a. C.

Hanbi, Hanbu o Hanpa (como es más comúnmente conocido en textos occidentales) es, en la mitología sumeria, acadia o en la mesopotámica en general, un dios del mal, rey de todos los espíritus malignos, y padre de Pazuzu y Humbaba. Se cree fue una creación del dios An/Anu.
Aparece en una inscripción al dorso de una estatuilla neoasiria de Pazuzu, hoy en el Museo del Louvre: "Yo soy Pazuzu, hijo de Hanpa y rey de los espíritus malignos del aire que salen violentamente de las montañas, causando muchas desgracias".
Pudo ser motivo de inspiración para otras deidades malvadas en las religiones del antiguo Cercano Oriente, como Apofis en la mitología egipcia, Angra Mainyu en el zoroastrismo y otra forma de Satanás en las religiones abrahámicas. También la creencia cristiana popular considera a Hanbi hermano del Arcángel Miguel.